# Sertularella tasmanica
Sertularella tasmanica är en nässeldjursart som beskrevs av V.S. Bale 1915. Sertularella tasmanica ingår i släktet Sertularella och familjen Sertulariidae. Inga underarter finns listade i Catalogue of Life.